# SuriPop XIII
SuriPop XIII was een muziekfestival in Suriname in 2004.
In de voorselectie koos de jury twaalf liederen. De finale werd gehouden in Paramaribo. Hèlène Bonoo won dit jaar de Jules Chin A Foeng-trofee met zijn lied Ibri yuru Het werd gezongen door Ngina Devis en gearrangeerd door Bud Gaddum.

## Finale
In de voorselectie koos de jury twaalf liederen. Deze kwamen in de finale uit en werden op een muziekalbum uitgebracht. Op het album uit 2004 stonden de volgende nummers:
| Nr. | Lied                | Vocalisten                | Componisten                       | Tijdsduur |
| --- | ------------------- | ------------------------- | --------------------------------- | --------- |
| 1   | Wan momenti         | Aida Zeefuik              | Lloyd Goedhart                    | 3:54      |
| 2   | Lob mi toe Tamara   | Mahroef Amatstam          | Harold Gessel                     | 3:57      |
| 3   | I am waiting        | Winston Echteld           | Ferdinand Redan                   | 3:51      |
| 4   | Kon ik maar zien    | Jane Pinas                | Harold Simson                     | 3:39      |
| 5   | Lobi bari           | Nataly Mossels            | Eliezer Pross & Claudett de Bruin | 4:07      |
| 6   | African warrior     | Marjorie Creton           | Marianne Cornet                   | 4:17      |
| 7   | Acha to ham tjale   | Stacy Gemin & Ruben Jitan | Sahinshadebie Ramdas              | 3:26      |
| 8   | Fayalobi siri       | Tecla Clarke              | Murella Landbrug                  | 3:59      |
| 9   | Nanga yu 🥉         | Ronny Gorré               | Erik Refos & Siegfried Gerling    | 4:32      |
| 10  | Libi sondro yu      | Artino Oldenstam          | James Spong                       | 4:49      |
| 11  | Ibri yuru 🥇        | Ngina Davis               | Hèlène Bonoo                      | 8:22      |
| 12  | Soso krei mi e krei | Natassa Ghisaidoobe       | Theo Bijlhout                     | 3:12      |

I (1982) · II (1983) · III (1984) · IV (1986) · V (1988) · VI (1990) · VII (1992) · VIII (1994) · IX (1996) · X (1998) · XI (2000) · XII (2002) · XIII (2004) · XIV (2006) · XV (2008) · XVI (2010) · XVII (2012) · XVIII (2014) · XIX (2016) · XX (2018) · XXI (2022) · Kerstsongeditie (2023) · XXII (2024)